# Archidiocèse d'Agra
L'Archidiocèse d’Agra est une circonscription ecclésiastique de l’Église catholique en Inde. Créé comme 'vicariat apostolique' en 1820, il devient archidiocèse lorsque la hiérarchie catholique est érigée dans l’ensemble de l’Inde (1886) par Léon XIII.  Il comprend aujourd’hui 14 districts de la partie septentrionale de l’état d’Uttar Pradesh et deux districts (Bharatpur et Dholpur) du Rajasthan.
Si son association avec l’ancienne mission auprès de l’empereur Akbar lui donne une place historique importante, l’archidiocèse d’Agra est aujourd’hui un des moins nombreux de l’Inde: 13 500 catholiques en 2010.

## Histoire
Invités directement par l’empereur Akbar, un petit groupe de jésuites s’installe à Agra et Fatehpur-Sikri vers 1580. Leur influence à la cour impériale est grande sous Akbar et son successeur Jehangir mais diminue par après. Il n’est demeure pas moins que quelques petites communautés chrétiennes se développent à Agra, Delhi et Lahore. Agra est un centre apostolique d’où partent les missions vers le Tibet.  
Lorsque la Compagnie de Jésus est supprimée (1773) la mission (appelée ‘Mission du Grand-Mogor’) est confiée d’abord aux pères carmes et peu après aux capucins.  En 1783, le ‘Vicariat apostolique du Grand-Mogol’ est créé, avec son siège à Agra. Cela devient le vicariat apostolique du Tibet-Hindustan en 1820, avec Zenobio Benucci comme premier évêque. Ce vicariat comprend l’Inde du Nord, le Népal et le Tibet où les capucins avaient été actifs durant le XVIIIe siècle.   
En 1845 le vicariat est divisé en deux : Agra et Patna. Enfin, le 1er septembre 1886, lorsque la hiérarchie catholique est érigée sur l’ensemble des Indes britanniques, Agra est fait archidiocèse métropolitain, et le capucin Michele Angelo Jacopi en est le premier archevêque. Il couvre alors toute la partie septentrionale des Indes britanniques, y compris Delhi et le Cachemire.
Au cours du XXe siècle l’archidiocèse est plusieurs fois divisé. Il a donné naissance aux diocèses du Rajasthan, de Meerut, Delhi et d’autres qui sont aujourd’hui ses suffragants.

## Suffragants
La Province ecclésiastique d’Agra couvre aujourd’hui la partie septentrionale de l’État d’Uttar Pradesh, quelque 14 districts, et deux districts de l’État voisin du Rajasthan, Bhâratpur et Dholpur.

## Vicaires apostoliques et archevêques d’Agra

### Vicaires apostoliques d’Agra
- 1823-1824 : Zenobio Benucci, carme
- 1825-1842 : Antonio Pezzoni, carme, démissionnaire
- 1839-1844 : Antonio Borghi, carme
- 1844-1861 : Cajetan Carli, carme
- 1861-1868 : Ange Bedenik, carme
- 1868-1886 : Michele Jacobi, OFM Cap.

### Archevêques d’Agra
- 1886-1891 : Michele Jacobi, OFM Cap.
- 1892-1898 : Emmanuel van den Bosch, OFM Cap., démissionnaire
- 1898-1917 : Charles Gentili, OFM Cap.
- 1917-1937 : Raffaele Bernacchioni, OFM Cap.
- 1937-1956 : Evangelisti Vanni, OFM Cap.
- 1956-1982 : Dominic Athaide, OFM Cap.
- 1983-1998 : Cecil de Sa, démissionnaire
- 1998-2000 : Vincent M. Concessao, transféré à Delhi
- 2000-2006: Oswald Gracias, transféré à Bombay et fait cardinal en 2007.
- 2007-     : Albert D’Souza